# 嫌韓厨
嫌韓厨（けんかんちゅう）とは、インターネット上で韓国を嫌う発言をする者の中で、特に言動が幼稚な者（厨房）を指す。特に、電子掲示板サイト「2ちゃんねる」上で、嫌韓とは無関係なスレッドにおいて、嫌韓発言をする人を指して言う。民族差別、ヘイトスピーチ的な内容が殆どである。

## 嫌韓厨が発生した背景
民俗学者の大月隆寛は、嫌韓厨が発生した背景について、左翼／リベラル勢力に対する反発であったと解説している。
社会学者の北田暁大は、インターネット上（特に2ちゃんねる）でしばしば見られる嫌韓的な振る舞いは、彼らが元々持っていた身も蓋もない本音が暴露されたというよりも、コミュニティ内でコミュニケーションのネタとして「韓国叩き」を共有し連帯感を持って盛り上がること（つながりの社会性）自体が目的化している記号的・形式的なものだと述べている。